# Francisco Patxot
Francisco Patxot Madoz (22 de enero de 1876-Málaga, 22 de agosto de 1936) fue un militar español. Era general de brigada y estaba al mando de la 4.ª Brigada de Infantería de la Segunda División Orgánica, con sede en Málaga, cuando se produjo la sublevación militar que originó la Guerra Civil Española. Su actitud indecisa al frente de la sublevación en Málaga causó su fracaso, y la ciudad quedó en manos de la República. Fue encarcelado y, como represalia por un bombardeo aéreo, "sacado" de la cárcel y fusilado.

## Biografía

### Primeros años
Ingresó en 1895 en la Academia de Infantería de Toledo. Su primer destino, en 1897, fue en Filipinas. Con el fin de la presencia española en el archipiélago, fue repatriado.
Uno de los resultados de la conferencia de Algeciras de 1906 fue el establecimiento en las ciudades más importantes de Marruecos de tabores de policía jerifiana, con efectivos marroquíes y oficiales españoles y franceses, dependiendo de la ciudad. En Tánger se estableció un tabor urbano con mandos españoles (había otro, extraurbano, con mandos franceses). Durante 1907 Patxot, entonces capitán, fue nombrado jefe de la unidad recién creada. En mayo de 1911 le fue concedida una cruz blanca de primera clase del Mérito Militar. Al año siguiente fue ascendido a comandante. En 1916 lo fue a teniente coronel y en 1920 a coronel. En 1919 había sido nombrado por el rey Alfonso XIII gentilhombre de cámara. Al producirse el desastre de Annual, Patxot fue nombrado por el general Berenguer jefe de la Oficina de Rescate de los Prisioneros (8 de septiembre de 1921), con el objetivo de negociar con Abd el-Krim el rescate de los prisioneros españoles en manos del líder rifeño, pero sus gestiones no tuvieron éxito.
Como jefe del tabor de policía de Tánger, participó en 1923 en las deliberaciones de la conferencia que estableció el estatuto de Tánger como ciudad internacional. Cesó en su puesto en febrero de 1924 y fue nombrado comandante del regimiento Wad-Ras n.º 50 en octubre del mismo año. Durante esta época colaboró con la Revista de Tropas Coloniales.
En 1926, tras el desembarco de Alhucemas, fue nombrado jefe de las Intervenciones Militares y de las fuerzas jalifianas de Ceuta y Tetuán, y como tal se encargó de labores de pacificación en la zona occidental del protectorado durante la guerra del Rif. En 1928 fue ascendido a general de brigada siéndole otorgada poco después la gran cruz de la Orden de San Hermenegildo. Tuvo mandos sucesivamente en Algeciras y Madrid y, poco después de instaurada la República, fue nombrado comandante de la 12.ª Brigada de Infantería (31 de julio de 1931), estacionada en Pamplona. En enero de 1935 se le nombró comandante de la 4.ª Brigada de Infantería, perteneciente a la Segunda División Orgánica, así como comandante militar de la plaza de Málaga.

### Guerra Civil Española
En julio de 1936 seguía al mando de la 12.ª Brigada de Infantería en Málaga. Estaba implicado en la conspiración militar, si bien no demasiado convencido, y el 18 de julio, a primera hora de la tarde, tras recibir las indicaciones en tal sentido de Queipo de Llano, declaró el estado de guerra y sacó las tropas a la calle, para tratar de controlar la ciudad. Según la directiva de Mola en relación con Marruecos, del 24 de junio, Málaga debía recibir a una de las dos columnas, compuesta por legionarios y regulares del Ejército de África.
Las tropas de infantería que comandaba y la Guardia Civil se sublevaron. Contó sin embargo con la oposición de la Guardia de Asalto y de las milicias obreras. Las fuerzas de Patxot no pudieron tomar el Gobierno Civil, defendido por guardias de asalto y milicianos. A las cuatro de la madrugada, Patxot dio la orden de que las tropas volviesen a sus cuarteles. En su juicio, Patxot explicó que no había conseguido ponerse en contacto con Queipo de Llano. Otra versión muy difundida, pero más improbable, afirma que Patxot recibió una llamada telefónica de Diego Martínez Barrio, que había recibido el encargo de hacerse cargo del gobierno. Según esta versión, Martínez Barrio le habría dicho a Patxot que la rebelión en toda España estaba dominada y que estaba formando un gobierno que restablecería el orden. En todo caso, en la decisión pesó la defección de las fuerzas de la Guardia Civil, que se retiraron poco antes. Las tropas se retiraron al cuartel de Capuchinos. Allí, el capitán Huelín, que llevaba el mando operativo de la sublevación, se presentó al general Patxot y le reprochó: «Mi general, está usted engañado y aunque hubiese fracasado el Movimiento en toda España, como asegura, nosotros nunca hemos de darnos por vencidos. Para eso hubiésemos estado en el cuartel». A continuación, se arrancó sus insignias y se fue a su casa, donde fue posteriormente detenido. Patxot fue también detenido y conducido el día 21 al vapor Delfín, que se encontraba fondeado en el puerto de Málaga y que iba a ser utilizado como buque prisión. Ya a bordo, el buque fue asaltado por una multitud y los detenidos llevados a tierra, donde fueron tiroteados. Patxot resultó gravemente herido.
Por orden del ministro de la Guerra de 16 de agosto de 1936 causó baja definitiva en el Ejército. El 22 de agosto de 1936 la ciudad sufrió un bombardeo. La aviación franquista atacó y destruyó los depósitos de Campsa en la ciudad, causando también numerosas víctimas civiles, al alcanzar las bombas un depósito de carbón. Una muchedumbre presa de la indignación por el bombardeo asaltó la prisión y asesinó a 46 presos derechistas, entre ellos al general Patxot.

## Condecoraciones
- Cruz del Mérito Militar (distintivo blanco)
- Gran cruz de la Orden de San Hermenegildo